# 神宮入江川
神宮入江川（じんぐういりえがわ）は、徳島県名西郡石井町を流れる吉野川水系の河川である。

## 地理
名西郡石井町藍畑字西覚円一（旧藍畑村）に水源があり吉野川に注ぐ。
神宮入江川は河川のほとんどが家庭排水というコンクリート三面張りの都市河川である。本来は吉野川の本流であった三日月湖だが、流域に竜王団地が築かれ現在ではその面影もない。

## 流域の主な施設
- 石井町立藍畑小学校
- 徳島市水道局第十浄水場
- 徳島県道230号第十白鳥線

## 流域の自治体
徳島県
名西郡石井町